# Associazione Calcio Napoli 1930-1931
Questa voce raccoglie le informazioni riguardanti l'Associazione Calcio Napoli nelle competizioni ufficiali della stagione 1930-1931.

## Stagione
La stagione 1930-1931 del Napoli è la 2ª stagione in Serie A e la 5ª complessiva in massima serie.
Il Napoli parte subito con passo spedito in campionato chiudendo il girone d'andata al secondo posto con 25 punti alle spalle della Juventus. Poi la defezione del bomber Sallustro, partito per fare il servizio militare, penalizza la squadra partenopea che arriva sesta con 37 punti. Due gare interne con l'Ambrosiana ed il Torino sono state perse a tavolino per le intemperanze del pubblico partenopeo, con gare da giocare in campo neutro. Unica soddisfazione di questa stagione le 20 reti firmate in campionato di Antonio Vojak, terzo nella classifica dei marcatori, alle spalle di Rodolfo Volk con 30 reti e Giuseppe Meazza con 24 reti.

## Divise
| Prima divisa | Divisa portiere |

## Organigramma societario
Area direttiva
- Presidente: Giovanni Maresca Donnorso di Serracapriola[4]

Area tecnica
- Allenatore: William Garbutt

## Rosa
| N. |                   | Ruolo | Calciatore         |
| -- | ----------------- | ----- | ------------------ |
|    | Italia (bandiera) | P     | Giuseppe Cavanna   |
|    | Italia (bandiera) | P     | Antonio Marietti   |
|    | Italia (bandiera) | D     | Luigi Castello     |
|    | Italia (bandiera) | D     | Roberto Di Martino |
|    | Italia (bandiera) | D     | Ettore Fontana     |
|    | Italia (bandiera) | D     | Paulo Innocenti    |
|    | Italia (bandiera) | D     | Giovanni Vincenzi  |
|    | Italia (bandiera) | C     | Alfredo Borsa      |
|    | Italia (bandiera) | C     | Carlo Buscaglia    |
|    | Italia (bandiera) | C     | Enrico Colombari   |
|    | Italia (bandiera) | C     | Giuseppe Rizza     |

| N. |                   | Ruolo | Calciatore           |
| -- | ----------------- | ----- | -------------------- |
|    | Italia (bandiera) | C     | Adamo Roggia         |
|    | Italia (bandiera) | C     | Oreste Sallustro     |
|    | Italia (bandiera) | C     | Biagio Zoccola       |
|    | Italia (bandiera) | A     | Amedeo De Franceschi |
|    | Italia (bandiera) | A     | Camillo Fenili       |
|    | Italia (bandiera) | A     | Diego Franzese       |
|    | Italia (bandiera) | A     | Marcello Mihalich    |
|    | Italia (bandiera) | A     | Attila Sallustro     |
|    | Italia (bandiera) | A     | Mariano Tansini      |
|    | Italia (bandiera) | A     | Antonio Vojak        |

## Calciomercato
| Acquisti | Acquisti        | Acquisti     | Acquisti   |
| R.       | Nome            | da           | Modalità   |
| -------- | --------------- | ------------ | ---------- |
| D        | Luigi Castello  | La Dominante | definitivo |
| D        | Ettore Fontana  | La Dominante | definitivo |
| A        | Mariano Tansini | Milan        | definitivo |

| Cessioni | Cessioni          | Cessioni  | Cessioni   |
| R.       | Nome              | a         | Modalità   |
| -------- | ----------------- | --------- | ---------- |
| D        | Paolo Paganini    | Padova    | definitivo |
| C        | Nicola Cassese    | Bagnolese | definitivo |
| C        | Domenico Gariglio | Vomero    | definitivo |
| C        | Pino Ghisi        | Vomero    | definitivo |
| C        | Ernesto Ghisi     | Vomero    | definitivo |
| A        | Piero Pampaloni   | Pisa      | definitivo |
| A        | Aldo Perani       | Atalanta  | definitivo |

## Risultati

### Serie A

#### Girone di andata
| Arbitro: | Tassinari (Firenze) |

|                 |           |  |
| A. Sallustro 8’ | Marcatori |  |

| Arbitro: | Gonani (Ravenna) |

|                                          |           |                       |
| Elv. Banchero 22’, 79’, 86’ Levratto 55’ | Marcatori | 63’ Vojak 90’ Tansini |

| Arbitro: | Beretta (Novi Ligure) |

|                  |           |  |
| Vojak 41’ (rig.) | Marcatori |  |

| Arbitro: | Carraro (Padova) |

|                                     |           |                    |
| Lombardo 17’ Fasanelli 58’ Volk 85’ | Marcatori | 77’ (rig.) Tansini |

| Arbitro: | Gama (Milano) |

|                            |           |  |
| Vojak 58’ O. Sallustro 85’ | Marcatori |  |

| Arbitro: | Dani (Genova) |

|                                         |           |               |
| Mihalich 12’, 21’ A. Sallustro 16’, 52’ | Marcatori | 76’ Piccaluga |

| Trieste 9 novembre 1930 7ª giornata | Triestina           | 0 – 0 | Napoli | Stadio di Montebello\| Arbitro: \| Barlassina (Novara) \| |
| Arbitro:                            | Barlassina (Novara) |       |        |                                                           |

| Arbitro: | Rovida (Milano) |

|                             |           |  |
| Tansini 3’ O. Sallustro 10’ | Marcatori |  |

| Arbitro: | Dani (Genova) |

|              |           |                        |
| Cesarini 76’ | Marcatori | 2’ Buscaglia 10’ Vojak |

| Arbitro: | Barlassina (Novara) |

|                             |           |             |
| Vojak 10’ Mihalich 41’, 87’ | Marcatori | 1’ Giuliani |

| Arbitro: | Scarpi (Dolo) |

|                          |           |              |
| Meazza 26’ Serantoni 56’ | Marcatori | 73’ Mihalich |

| Arbitro: | Giorgi (Gallarate) |

|                            |           |                   |
| Mihalich 5’ Vojak 48’, 67’ | Marcatori | 15’, 50’ Cattaneo |

| Arbitro: | Lenti (Genova) |

|                          |           |                                     |
| G. Santagostino 10’, 57’ | Marcatori | 35’ Innocenti 75’ Vojak 85’ Tansini |

| Arbitro: | Guarnieri (Milano) |

|                               |           |  |
| Buscaglia 5’ A. Sallustro 15’ | Marcatori |  |

| Arbitro: | Lenti (Genova) |

|                |           |  |
| Vojak 20’, 63’ | Marcatori |  |

| Arbitro: | Turbiani (Ferrara) |

|                              |           |                  |
| Libonatti 9’, 78’ Silano 17’ | Marcatori | 44’ A. Sallustro |

| Arbitro: | Mastellari (Bologna) |

|                        |           |                    |
| Mihalich 27’ Vojak 43’ | Marcatori | 89’ (rig.) Perduca |

#### Girone di ritorno
| Arbitro: | Caironi (Milano) |

|                                                           |           |                             |
| Zanello 36’, 65’ (rig.) Piola 39’, 61’, 77’ Seccatore 89’ | Marcatori | 38’, 44’ Vojak 75’ Mihalich |

| Arbitro: | Carraro (Padova) |

|  |           |                   |
|  | Marcatori | 40’ Elv. Banchero |

| Arbitro: | Lenti (Genova) |

|                        |           |                                   |
| Cazzaniga 6’, 40’, 70’ | Marcatori | 63’ A. Sallustro 87’ (rig.) Vojak |

| Arbitro: | Caironi (Milano) |

|                                   |           |  |
| Mihalich 2’, 46’ O. Sallustro 55’ | Marcatori |  |

| Arbitro: | Rovida (Milano) |

|                |           |                            |
| Zambianchi 31’ | Marcatori | 42’ A. Sallustro 89’ Vojak |

| Arbitro: | U. Gama (Milano) |

|                    |           |  |
| Piccaluga 12’, 59’ | Marcatori |  |

| Arbitro: | Dall'Era (Brescia) |

|                                                   |           |              |
| Vojak 10’, 15’ Mihalich 25’, 31’ A. Sallustro 74’ | Marcatori | 1’ Capitanio |

| Arbitro: | Caironi (Milano) |

|  |           |                  |
|  | Marcatori | 28’ A. Sallustro |

| Arbitro: | Rovida (Milano) |

|           |           |                          |
| Vojak 54’ | Marcatori | 28’ Ferrari 85’ Vecchina |

| Arbitro: | Caironi (Milano) |

|  |           |           |
|  | Marcatori | 89’ Vojak |

| Arbitro: | Scorzoni (Bologna) |

|                            |           |                         |
| A. Sallustro 40’ Vojak 85’ | Marcatori | 68’ Meazza 70’ Visentin |

| Arbitro: | Barlassina (Novara) |

|                                           |           |                                    |
| Cattaneo 4’, 28’ Borelli 15’ Marchina 35’ | Marcatori | 24’ Vojak 60’ Mihalich 78’ Tansini |

| Arbitro: | Lenti (Genova) |

|                      |           |  |
| Maini 73’ Ottani 75’ | Marcatori |  |

| Arbitro: | Melandri (Genova) |

|  |           |              |
|  | Marcatori | 30’ Magnozzi |

| Arbitro: | Garbieri (Genova) |

|  |           |                 |
|  | Marcatori | 4’ A. Sallustro |

| Arbitro: | Bevilacqua (Viareggio) |

|  |           |                   |
|  | Marcatori | 87’ (rig.) Silano |

| Arbitro: | Lenti (Genova) |

|                         |           |  |
| Ostromann 74’ Rizzi 80’ | Marcatori |  |

## Statistiche

### Statistiche di squadra
| Competizione | Punti | In casa | In casa | In casa | In casa | In casa | In casa | In trasferta | In trasferta | In trasferta | In trasferta | In trasferta | In trasferta | Totale | Totale | Totale | Totale | Totale | Totale | DR |
| Competizione | Punti | G       | V       | N       | P       | Gf      | Gs      | G            | V            | N            | P            | Gf           | Gs           | G      | V      | N      | P      | Gf     | Gs     | DR |
| ------------ | ----- | ------- | ------- | ------- | ------- | ------- | ------- | ------------ | ------------ | ------------ | ------------ | ------------ | ------------ | ------ | ------ | ------ | ------ | ------ | ------ | -- |
| Serie A      | 37    | 17      | 12      | 0       | 5       | 30      | 14      | 17           | 6            | 1            | 10           | 24           | 35           | 34     | 18     | 1      | 15     | 54     | 49     | +5 |

### Statistiche dei giocatori
Aggiornate al 28 giugno 1931.
| Giocatore        | Serie A  | Serie A |
| Giocatore        | Presenze | Reti    |
| ---------------- | -------- | ------- |
| A. Borsa         | 1        | 0       |
| C. Buscaglia     | 30       | 2       |
| L. Castello      | 12       | 0       |
| G. Cavanna       | 21       | -33     |
| E. Colombari     | 31       | 0       |
| A. De Franceschi | 1        | 0       |
| R. Di Martino    | 17       | 0       |
| C. Fenili        | 1        | 0       |
| E. Fontana       | 29       | 0       |
| D. Franzese      | 1        | 0       |
| P. Innocenti     | 34       | 1       |
| A. Marietti      | 13       | 0       |
| M. Mihalich      | 32       | 12      |
| G. Rizza         | 5        | 0       |
| A. Roggia        | 20       | 0       |
| A. Sallustro I   | 29       | 10      |
| O. Sallustro II  | 8        | 3       |
| M. Tansini       | 29       | 5       |
| G. Vincenzi      | 26       | ?       |
| A. Vojak         | 33       | 20      |
| B. Zoccola       | 2        | 0       |